# Ljudmila Sergejewna Solomatina
Ljudmila Sergejewna Solomatina (russisch Людмила Сергеевна Соломатина; * 26. April 1981) ist eine russische Biathletin.
Ljudmila Solomatina erreichte schnell in ihrer Karriere Erfolge. Im Alter von noch 18 Jahren nahm sie an den Biathlon-Europameisterschaften 2000 in Zakopane teil und belegte die Plätze 15 im Sprint und 13 in der Verfolgung. Danach dauerte es lange, bis Solomatina weitere Erfolge erreichen konnte. Das Jahr 2009 markierte die Rückkehr in die Weltspitze, nun aber als Sommerbiathletin in der Stilrichtung Crosslauf. Bei den Sommerbiathlon-Europameisterschaften 2009 in Nové Město na Moravě wurde sie Fünftplatzierte im Sprint, mit nur einer halben Sekunde hinter dem Bronzerang. Im Massenstartrennen verpasste sie erneut als Viertplatzierte eine Medaille. Mit Tatjana Belkina, Alexander Katschanowski und Alexei Katrenko gewann sie schließlich mit der russischen Mixed-Staffel die Goldmedaille. Es folgte die Teilnahme an den Sommerbiathlon-Weltmeisterschaften 2009 in Oberhof, bei denen Solomatina erneut gute Ergebnisse erreichte. Sowohl im Sprint als auch im Verfolgungsrennen wurde sie Neunte.